# Parkdale (Arkansas)
Parkdale é uma cidade localizada no estado americano de Arkansas, no Condado de Ashley.

## Demografia
Segundo o censo americano de 2000, a sua população era de 377 habitantes.
Em 2006, foi estimada uma população de 361, um decréscimo de 16 (-4.2%).

## Geografia
De acordo com o United States Census Bureau, a localidade tem uma área de 2,6 km², sem área coberta por água.

## Localidades na vizinhança
O diagrama seguinte representa as localidades num raio de 32 km ao redor de Parkdale.